# Netzblatt-Schwertlilie
Die Netzblatt-Schwertlilie (Iris reticulata, Syn.: Iridodictyum reticulatum (M.B.) Rodion., Iris hyrcana Woron.), auch Netzblatt-Iris, Zwerg-Iris oder Netz-Schwertlilie genannt, erhielt ihren Artnamen wegen der netzartigen Zwiebelhaut (reticulatus „netzartig“). Es ist eine Pflanzenart, die zur Gattung Schwertlilien (Iris) in der Familie der Schwertliliengewächse (Iridaceae) gehört.

## Beschreibung
Die Netzblatt-Schwertlilie ist eine mehrjährige, krautige Pflanze, die Wuchshöhen von 7 bis 15 Zentimetern erreicht. Dieser Geophyt bildet kleine Zwiebeln als Überdauerungsorgane. Die Laubblätter sind sehr schmal und werden bis 30 Zentimeter hoch.
Je nach Sorte umfasst die Blütenfarbe verschiedene Blautöne von Hellblau bis Purpurviolett, mit Gelb und Weiß. Die Blütezeit ist hauptsächlich im März, je nach Lage auch Ende Februar.
Die Chromosomenzahl beträgt 2n = 20, seltener 16, 18 oder 26.

## Vorkommen
Beheimatet ist Iris reticulata im Kaukasus, der Türkei, dem Irak und dem Iran auf steinigen Berghängen und Wiesen, zwischen 600 und 2700 Metern ü. NN.

## Systematik
Man kann zwei Varietäten unterscheiden:
- Iris reticulata var. kurdica Rukšans: Sie kommt in der östlichen Türkei vor.[2]
- Iris reticulata var. reticulata: Sie kommt von der östlichen Türkei bis zum nördlichen und westlichen Iran vor.[2]

## Nutzung
Iris reticulata wird als Zierpflanze genutzt. Im Garten wünscht sie einen sonnigen bis halbschattigen Standort in lockerem, neutralem bis alkalischem Boden. Ein geeigneter Standort für diese Irisart ist ein Standort im Steingarten, aber in Gärten ist sie auch in Rasenflächen und Blumenbeeten zu finden.

## Bilder

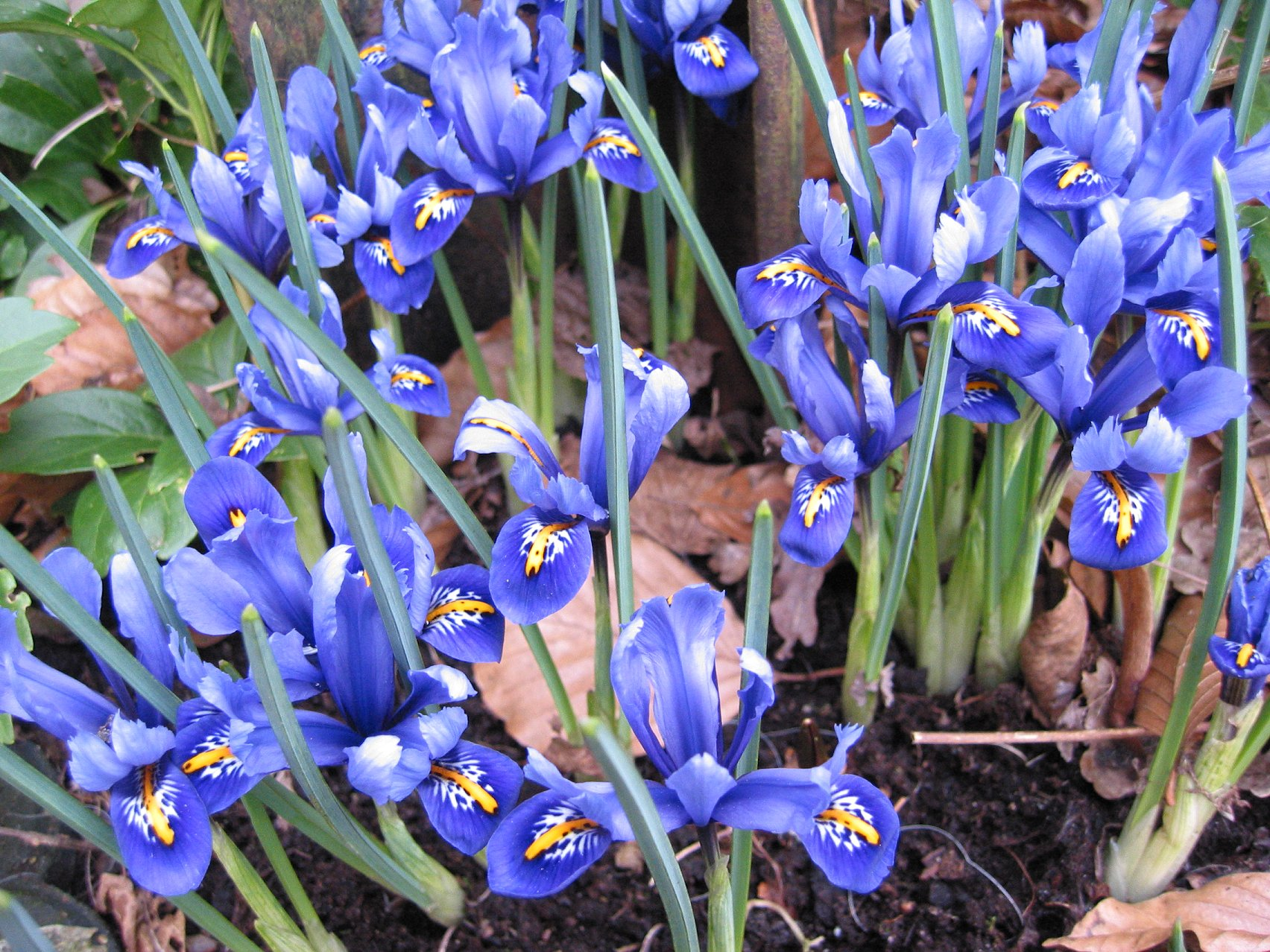
Ein kleiner Bestand blau blühender Zwerg-Iris (Iris reticulata)
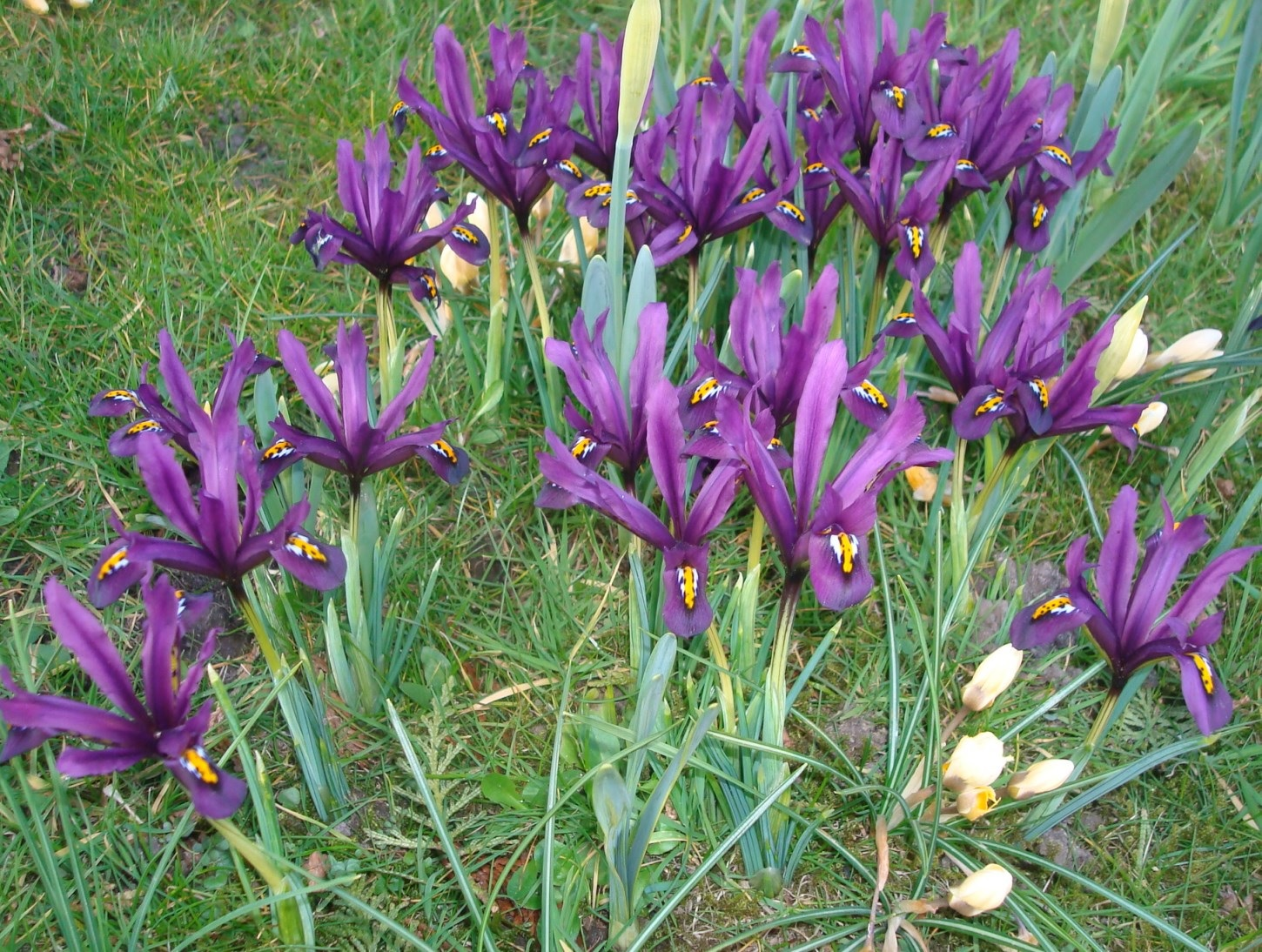
Eine Gruppe violett blühender Zwerg-Iris